# Sexual Offences Act 1967
Sexual Offences Act 1967 (z ang. Ustawa o przestępstwach seksualnych z 1967 r.) – ustawa parlamentu Wielkiej Brytanii depenalizująca stosunki homoseksualne pomiędzy mężczyznami w wieku powyżej 21 lat. Ustawa weszła w życie 28 lipca 1967 roku, po zatwierdzeniu przez królową Elżbietę II i obowiązywała jedynie na terytorium Anglii i Walii. Nie obejmowała ona także brytyjskiej marynarki handlowej i sił zbrojnych. Ustawa została przyjęta dziesięć lat po opublikowaniu raportu Wolfendena, w kształcie zbliżonym do zarekomendowanego w raporcie.
Wnioskodawcą ustawy był deputowany Partii Pracy Leo Abse.
Ustawa obowiązywała w niezmienionej formie do 1994 roku, gdy wiek przyzwolenia obniżony został do 18 lat przez Criminal Justice and Public Order Act 1994.